# María Ángeles Crespo Martínez
Mª Ángeles Crespo Martínez (Carlet, la Ribera Alta, 1949) és una política valenciana. Diplomada en Magisteri per la Universitat Jaume I de Castelló, casada i mare de dos fills, és militant del Partit Popular, i des del 1995 fins al 2015 alcaldessa de Carlet, on prèviament havia estat regidora de Cultura des del 1991. Ha estat també diputada provincial (1991-2003) i senadora per la província de València (2003-2004 i 2008-2012).

## Trajectòria
En les eleccions municipals del 1995, la seua elecció com a alcaldessa va ser possible gràcies al suport de tres trànsfugues del PSPV-PSOE, a més dels sis regidors del seu partit. En les eleccions següents, el 1999, obtingué majoria absoluta, i en les del 2011 conservà l'alcaldia, però amb una considerable disminució de vots i amb un regidor menys.
El 1991 va accedir a un escó de la Diputació de València, i el 1995 revalidà la seua acta de diputada provincial i es va fer càrrec de l'àrea d'Acció Social. En la legislatura 1999-2003 va ser designada assessora de la presidenta de les Corts Valencianes. Concorregué a les eleccions generals de l'any 2000 en la llista de candidats al Senat per la província de València, com a suplent d'Esteban González Pons, i la renúncia d'aquest per a participar en el govern de Francisco Camps, que acabava de ser elegit president, li va permetre exercir aquest càrrec al Senat durant uns mesos. En les eleccions generals del 2004 figurava en la llista del Partit Popular al Congrés, però no va aconseguir l'acta de diputada. En les del 2008, tornà a ser candidata al Senat, aquesta vegada com a titular, i es convertí en la senadora valenciana més votada de tota la història de la democràcia. Amb tot i això, després de les tensions entre el president de la Generalitat i el de la Diputació de València, Alberto Fabra i Alfonso Rus, va ser l'únic membre del Senat per València que no s'hi va presentar per a la legislatura següent.
La notorietat de la seua figura pública en l'àmbit estatal va arribar al màxim al setembre del 2011, arran de l'obligació dels càrrecs polítics de fer pública la seua declaració de béns, quan es va desvelar que María Ángeles Crespo, amb alguns altres polítics valencians com Gerardo Camps i Ciprià Ciscar, eren els parlamentaris més rics.